# Херман, Готфрид
Готфрид Херман (нем. Gottfried Hermann; 15 мая 1808, Зондерсхаузен — 6 июня 1878, Любек) — немецкий органист, композитор и дирижёр.
Сын музыканта. Учился в Нордхаузене, где работал его отец, у Августа Мюлинга, затем в Касселе у Людвига Шпора и Морица Гауптмана. Играл на скрипке в оркестрах Ганновера и Франкфурта-на-Майне. В 1832 году был приглашён вторым органистом в Церковь Святой Марии в Любеке, а после смерти престарелого И. В. К. фон Кёнигслёва в 1834 году на десять лет занял пост титулярного органиста, а также хормейстера. В 1844—52 годах он возглавлял княжескую капеллу в Зондерсхаузене, а затем вернулся в Любек уже в качестве музикдиректора. Под руководством Хермана в Любеке в 1860—61 годах были впервые исполнены «Страсти по Матфею» и «Страсти по Иоанну» Иоганна Себастьяна Баха. В композиторском наследии Хермана преобладают песни.